# Omphale varia
Omphale varia är en stekelart som först beskrevs av Christer Hansson 1987.  Omphale varia ingår i släktet Omphale och familjen finglanssteklar. Inga underarter finns listade i Catalogue of Life.